# Czyżkówko Las
Czyżkówko Las – dawny wąskotorowy przystanek osobowy w Bydgoszczy, w województwie kujawsko-pomorskim, w Polsce. Położony był na osiedlu Czyżkówko, na trasie linii wąskotorowej łączącej Bydgoszcz z Koronowem, wybudowanej w 1895 roku. W 1969 roku linia ta zamknięta, a w 1970 roku tory zostały rozebrane.
13 września 2022 w miejscu dawnego przystanku u zbiegu ulic Koronowskiej i Chmurnej ustawiono tablicę z jego nazwą.